# Canandaigua (jezioro)
Jezioro Canandaigua – jezioro w Stanach Zjednoczonych, w stanie Nowy Jork, w hrabstwach Ontario oraz Yates. Jest czwartym pod względem wielkości jeziorem z grupy jezior Finger Lakes. 
Nazwa Canandaigua wywodzi się z języka Seneca i oznacza wybrane miejsce lub w wybranym mieście.

## Opis
Jezioro ma w maksymalnej długości 26 km, w maksymalnej szerokości 2,4 km, a w maksymalnej głębokości 84 m. Około 50% terenu otaczającego jezioro to tereny zalesione, resztę terenu natomiast zajmują pola uprawne. 

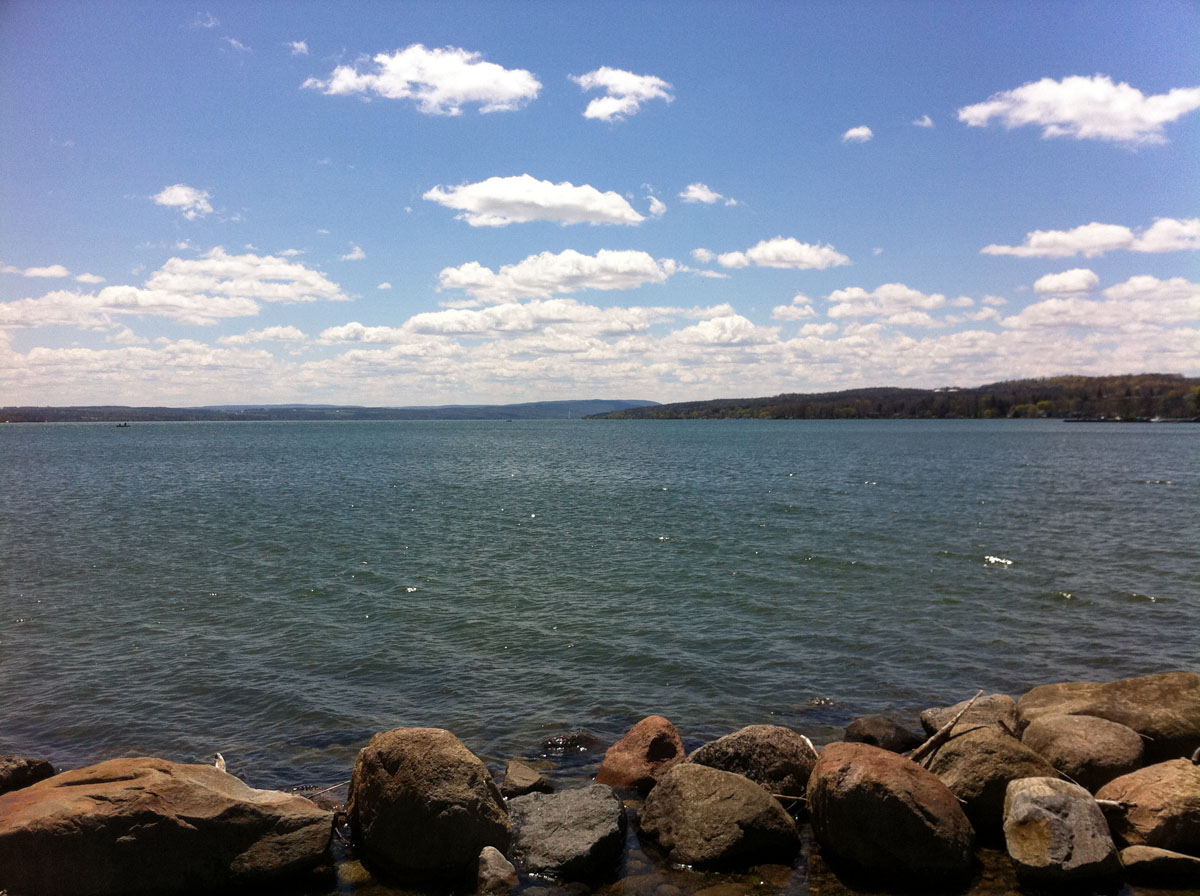
Jezioro Canandaigua

Jezioro jest źródłem wody pitnej dla mieszkańców Canadaigua oraz wiosek położonych dookoła jeziora. W 2013 roku jezioro wygrało konkurs przeprowadzony przez nowojorską sekcję American Waters Works Association na najczystszą wodę pitną w stanie Nowy Jork.
Woda w jeziorze jest również bardzo dobrze natleniona, co pozwala żyć rybom zarówno na płytkich, jak i głębokich obszarach. Przejrzystość wody sięga od 9,1 do 15,2 metrów.
Na jeziorze znajduje się, położona przy północnym krańcu, wyspa Squaw Island.

## Historia
11 listopada 1794 roku miejscowe plemiona rdzennej ludności oraz biali osadnicy podpisali Traktat Canandaigua. Traktat ten zawarto na północnym krańcu jeziora. Pod dokumentem podpisali się m.in. Czerwona Kurtka oraz Piękne Jezioro. Obecnie dokument ten przechowywany jest w Memorial Museum
Na jeziorze, w XIX wieku oraz na początku XX wieku wodowane były parowce: Enterprise (1825), Lady of the Lake (1827) oraz Idler (1935). W tym okresie na jeziorze 14 łodzi świadczyło usługi przewozowe. Tradycję tą kontynuuje replika XIX-wiecznej, dwupoziomowej łodzi łopatkowej – Canandaigua Lady.